# Юнссон, Карл-Юхан
Карл-Юхан Юнссон (швед. Karl-Johan Johnsson; 28 января 1990, Рённеслёв, Швеция) — шведский футболист, вратарь клуба « Страсбург» и сборной Швеции. Участник чемпионата мира 2018 года.

## Клубная карьера
Юнссон — воспитанник клубов «Рённеслёв» и «Хальмстад». 30 августа 2009 года в матче против «Хеккена» он дебютировал в Алсвенскан лиге, в составе последнего. В 2011 году Карл-Юхан завоевал место основного вратаря команды. В начале 2013 года его контракт с клубом истек и Юнссон подписал соглашение с нидерландским НЕКом. 12 мая в матче против «Валвейка» он дебютировал в Эредивизи.
Летом 2014 года Юнссон перешёл в датский «Раннерс». 21 июля в матче против «Эсбьерга» он дебютировал в датской Суперлиге. В 2015 году Карл-Юхан был признан лучшим вратарём чемпионата.
Летом 2016 года Юнссон перешёл во французский «Генгам». 12 августа в матче против «Монако» он дебютировал в Лиге 1.

## Международная карьера
В январе 2012 года в товарищеском матче против сборной Катара он дебютировал за сборную Швеции.
В 2018 году Юнссон принял участие в чемпионате мира в России. На турнире он был запасным и на поле не вышел.

## Достижения
Индивидуальные
- Лучший вратарь Дании — 2015